# Ocke
Ocke ['oːkə], auch Oke, ist ein männlicher Vorname vor allem in der nordfriesischen Sprache. 

## Herkunft und Bedeutung des Namens
Mögliche Herleitungen sind:
- vom altdänischen Aki (Ahn, Vorfahr);[1][2]
- als Koseform von Worten beginnend mit Anu-;[2]
- vom althochdeutschen Anihho;[1][2]
- friesische Koseform von Namen, die mit dem althochdeutschen Wortstamm ot (Besitz, Reichtum) beginnen.[3]

## Varianten
- friesisch: Ocke, Oke, Aage, Age, Ocko, Okko, Okke
- plattdeutsch: Oke, Ocke
- dänisch: Aake, Aage, Åge
- finnisch: Ooke, Aake
- färöisch: Áki
- isländisch: Aake, Aage, Áki
- norwegisch: Åge, Aage
- schwedisch: Åke
- weibliche Formen im Friesischen: Ockeline, Okka

## Namensträger
Ocke:
- Ocke Christian Nerong (1852–1909), schleswig-holsteinischer Lehrer und Heimatforscher

Oke:
- Oke (449–498), 24. Kaiser von Japan
- Oke Göttlich (* 1975), Unternehmer und Fußballvereinspräsident